# Чурашево (Аскінський район)
Чура́шево (рос. Чурашево, башк. Сураш) — присілок у складі Аскінського району Башкортостану, Росія. Входить до складу Султанбековської сільської ради.
Населення — 233 особи (2010; 493 у 2002).
Національний склад:
- башкири — 98 %